# Radu Catan
Radu Catan (n. 30 mai 1989, Chișinău, Basarabia) este un fotbalist din Republica Moldova. A început să joace fotbal la FC Zimbru Chișinău.

## Palmares
Zimbru
- Cupa Moldovei (1): 2013–14
- Supercupa Moldovei (1): 2014